# 우체국시설관리단
재단법인 우체국시설관리단(郵遞局施設管理團, Postal Facility Management Agency)은 우체국사에 대한 효율적인 시설관리지원으로 우정자산의 적극적 활용 및 가치향상을 도모하여, 우정시설의 최적화와 국민의 우체국 이용편익 및 우정사업 종사자에 대한 복지증진에 기여함을 목적으로 2000년 설립된 비영리 재단법인으로 과학기술정보통신부 소관의 기타공공기관이다. 소재지는 서울특별시 광진구 강변역로 2 동서울우편물류센타 4층이다.

## 주요기능 및 역할
- 우체국사 등의 시설관리, 위생관리 및 복리시설 운영사업
- 우체국 등의 경비(안내ㆍ주차관리 포함)사업
- 우체국사 시설 최적화 지원사업
- 우정재산의 사용ㆍ수익 허가 및 대부업무 지원사업
- 우정사업 종사자에 대한 복지증진사업
- 기타 우정사업과 관련된 공공서비스 지원사업

## 연혁
- 2000년 11월 23일: (재)우정복지협력회 설립
- 2006년 12월 28일: 우체국사 관리 지원업무 위탁운영기관 지정고시
- 2008년 1월 30일: 기타공공기관 지정
- 2008년 10월 1일: (재)우체국시설관리지원단으로 기관명칭 변경
- 2009년 2월 3일: 공직유관단체 지정

## 조직

### 이사장 최정호

#### 감사실
현장소통TF팀

##### 경영전략실
- 경영기획팀
- 노사협력팀

##### 사업운영실
- 자산관리팀
- 시설관리팀
- 기술안전팀